# J.C. Lamster

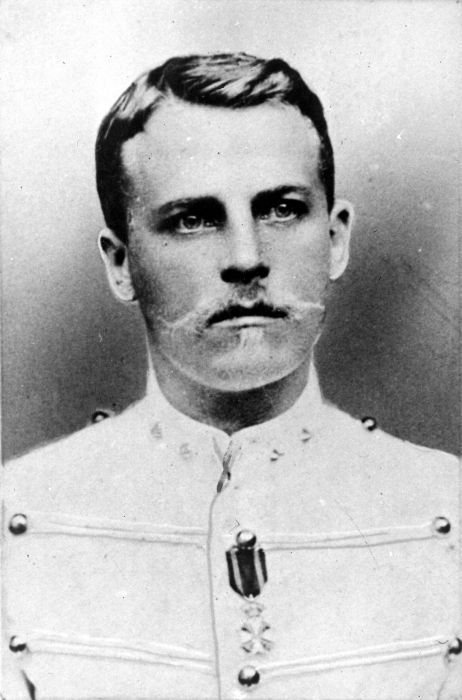
J.C. Lamster

Johann Christian Lamster (Maastricht, 2 augustus 1872 – Den Haag, 26 december 1954) was filmer, militair en conservator. Als militair in Nederlands-Indië kreeg hij, op verlof in Nederland (1911), opdracht van het Koloniaal Instituut in Amsterdam om filmopnamen te maken in Nederlands-Indië. Dit gebeurde op voordracht van oud gouverneur-generaal J.B. van Heutsz. Lamster was een van de weinige officieren die belangstelling had voor volk en cultuur van Nederlands-Indië. Hij werkte een periode bij de Franse filmmaatschappij Pathé Frères om het filmvak onder de knie te krijgen.

## Cameraman en filmer
De opnamen in Nederlands-Indië duurden van maart 1912 tot ongeveer mei 1913. In een groot aantal films legde hij, met hulp van cameraman Octave Collet en Van der Kloet, het leven van de Europeanen en Indiërs vast. Later filmde Lamster zelf, waarbij hij soms een en ander in scène zette. De camera stond meestal op één plek van waaruit hij totaalbeelden kon maken.

## Conservator in Indië en bij het Koloniaal Instituut in Nederland
Na deze filmperiode verliet Lamster het leger en werd hij conservator bij het Bataviaasch Genootschap in Nederlands-Indië. Vanaf 1924 was hij conservator en vervolgens (vanaf 1936) waarnemend directeur van de afdeling Volkenkunde van het Koloniaal Instituut in Amsterdam. In deze functie werkte hij tot 1938 en in datzelfde jaar werd hij benoemd tot officier in de Orde van Oranje-Nassau.